# Салчуа де Сус (Алба)
Салчуа де Сус (рум. Sălciua de Sus) насеље је у Румунији у округу Алба. Oпштина се налази на надморској висини од 481 m.

## Становништво
Према подацима из 2002. године у насељу је живело 585 становника, од којих су сви румунске националности.